# 1465 Autonoma
Az 1465 Autonoma (ideiglenes jelöléssel 1938 FA) a Naprendszer kisbolygóövében található aszteroida. Wachmann, A.fedezte fel 1938. március 20-án, Bergedorfban.